# Olibrus latisternus
Olibrus latisternus is een keversoort uit de familie glanzende bloemkevers (Phalacridae). De wetenschappelijke naam van de soort werd in 1894 gepubliceerd door Guillebeau in Grouvelle & Guillebeau.